# Mount Supernal
Mount Supernal (englisch für Überirdischer Berg) ist ein großer und 3655 m hoher Berg mit Doppelgipfel im ostantarktischen Viktorialand. In der Mountaineer Range überragt er die südöstliche Ecke des Hercules-Firnfelds sowie die Kopfenden des Gair- und des Meander Glacier. Früher wurde er häufiger mit dem Mount Murchison verwechselt.
Die Nordgruppe der New Zealand Geological Survey Antarctic Expedition (1966–1967) benannte ihn in Anlehnung an seine besonders markante und erhabene Erscheinung.